# Ácido hexahydroxydiphenico
Ácido hexahidroxidifénico es un componente de algunos elagitaninos como casuarictin. El ácido luteico es la lactona y ácido elágico es el di lactona del ácido hexahidroxidifénico. 